# Telemark-Weltcup 2015/16
Der Telemark-Weltcup 2015/16 war eine vom Weltverband FIS ausgetragene Wettkampfserie im Telemarken. Sie begann am 27. November 2015 in Hintertux und endete am 18. März 2016 in Mürren. Der Weltcup umfasste acht Stationen in Europa.
Titelverteidiger des Gesamtweltcups waren bei den Herren der Deutsche Tobias Müller und bei den Damen die Schweizerin Amélie Reymond.

## Übersicht

### Saisonverlauf
Philippe Lau aus Frankreich gewann zum dritten Mal nach 2011 und 2012 den Gesamtweltcup der Herren. Damit lag nur noch der Norweger Eirik Rykhus mit fünf Gesamtsiegen vor ihm. Auf dem zweiten Platz folgte ihm der Sieger der vergangenen beiden Jahre, der Deutsche Tobias Müller, und auf Platz drei der Schweizer Nicolas Michel. Neben dem Triumph im Gesamtweltcup gewann Lau auch die Einzelwertungen in Sprint und Parallelsprint, die Kristallkugel im Classicweltcup ging an Müller.
Bei den Damen wurde die Schweizerin Amélie Reymond zum siebten Mal und zum dritten Mal nacheinander Gesamtweltcupsiegerin. Ihre Serie seit 2009 wurde nur in der Weltcup-Saison 2013 durch Sigrid Rykhus unterbrochen. Zum insgesamt sechsten Mal gewann sie neben dem Gesamtweltcup auch sämtliche Disziplinwertungen. Hinter ihr lagen die Norwegerin Mathilde Olsen Ilebrekke und die Deutsche Johanna Holzmann.
Bei den Männern entschieden die beiden erstplatzierten des Gesamtweltcups, Lau und Müller, 17 der 19 ausgetragenen Wettbewerbe für sich. Neben ihnen erreichten Laus Landsmann Charlie Fradet und Müllers Teamkollege Jonas Schmid jeweils einen Tagessieg. Für Fradet war es der Premieren-, für Schmid der zweite Weltcupsieg nach dem am 19. Januar 2013 in Rauris. Aufseiten der Damen konnte Gesamtweltcupsiegerin Reymond nur jeweils einmal von Holzmann und Beatrice Zimmermann geschlagen werden. In Summe stand sie nach der Saison 2015/16 bei 113 Weltcupsiegen. Den einzigen Mixed-Team-Wettbewerb der Saison im norwegischen Rjukan gewann die Schweiz vor Deutschland und Norwegen.
In den Nationenwertungen siegte bei den Herren Frankreich, bei den Damen die Schweiz und in der kombinierten Wertung beider Geschlechter ebenfalls die Schweiz.

### Wettkampfkalender
Im Vergleich zum Vorjahr wurde der Telemark-Weltcup von sieben auf acht Stationen ausgeweitet. Nicht mehr Teil des Kalenders waren Rauris und Thyon. Dafür gastierte man in dieser Saison in La Plagne, Les Contamines-Montjoie und Espot.
| #      | Datum                        | Land        | Ort                     | Wettkämpfe | Wettkämpfe | Wettkämpfe | Wettkämpfe |
| #      | Datum                        | Land        | Ort                     | Cl         | Sp         | Ps         | MT         |
| ------ | ---------------------------- | ----------- | ----------------------- | ---------- | ---------- | ---------- | ---------- |
| 1      | 27.–29. November 2015        | Österreich  | Hintertux               |            | 2          | 1          |            |
| 2      | 26.–27. Januar 2016          | Frankreich  | La Plagne               |            | 1          | 1          |            |
| 3      | 30. Januar – 2. Februar 2016 | Frankreich  | Les Contamines-Montjoie | 1          | 1          | 1          |            |
| 4      | 5.–7. Februar 2016           | Spanien     | Espot                   | 1          | 1          | 1          |            |
| 5      | 27.–28. Februar 2016         | Deutschland | Bad Hindelang           |            | 1          | 1          |            |
| 6      | 2.–3. März 2016              | Slowenien   | Golte                   |            | 2          |            |            |
| 7      | 10.–12. März 2016            | Norwegen    | Rjukan                  |            | 2          | 1          | 1          |
| 8      | 16.–18. März 2016            | Schweiz     | Mürren                  | 1          | 1          | 1          |            |
| Anzahl | Anzahl                       | Anzahl      | Anzahl                  | 3          | 11         | 7          | 1          |

Disziplinen: Cl: Classic, Sp: Sprint Classic, Ps: Parallelsprint, MT: Mixed-Team-Parallelsprint

## Männer

### Resultate und Kalender
| 1. Weltcup in Hintertux, 27.–29. November 2015 | 1. Weltcup in Hintertux, 27.–29. November 2015 | 1. Weltcup in Hintertux, 27.–29. November 2015 | 1. Weltcup in Hintertux, 27.–29. November 2015 | 1. Weltcup in Hintertux, 27.–29. November 2015 |
| ---------------------------------------------- | ---------------------------------------------- | ---------------------------------------------- | ---------------------------------------------- | ---------------------------------------------- |
| Datum                                          | Disziplin                                      | Erster Platz                                   | Zweiter Platz                                  | Dritter Platz                                  |
| 27. November 2015 (Fr.)                        | Sprint                                         | Philippe Lau                                   | Tobias Müller                                  | Nicolas Michel                                 |
| 28. November 2015 (Sa.)                        | Parallelsprint                                 | Charlie Fradet                                 | Bastien Dayer                                  | Stefan Matter                                  |
| 29. November 2015 (So.)                        | Sprint                                         | Philippe Lau                                   | Bastien Dayer                                  | Tobias Müller                                  |

| 2. Weltcup in La Plagne, 26.–27. Januar 2016 | 2. Weltcup in La Plagne, 26.–27. Januar 2016 | 2. Weltcup in La Plagne, 26.–27. Januar 2016 | 2. Weltcup in La Plagne, 26.–27. Januar 2016 | 2. Weltcup in La Plagne, 26.–27. Januar 2016 |
| -------------------------------------------- | -------------------------------------------- | -------------------------------------------- | -------------------------------------------- | -------------------------------------------- |
| Datum                                        | Disziplin                                    | Erster Platz                                 | Zweiter Platz                                | Dritter Platz                                |
| 26. Januar 2016 (Di.)                        | Parallelsprint                               | Philippe Lau                                 | Tobias Müller                                | Trym Nygaard Løken                           |
| 27. Januar 2016 (Mi.)                        | Sprint                                       | Philippe Lau                                 | Tobias Müller                                | Jure Aleš                                    |

| 3. Weltcup in Les Contamines-Montjoie, 30. Januar – 2. Februar 2016 | 3. Weltcup in Les Contamines-Montjoie, 30. Januar – 2. Februar 2016 | 3. Weltcup in Les Contamines-Montjoie, 30. Januar – 2. Februar 2016 | 3. Weltcup in Les Contamines-Montjoie, 30. Januar – 2. Februar 2016 | 3. Weltcup in Les Contamines-Montjoie, 30. Januar – 2. Februar 2016 |
| ------------------------------------------------------------------- | ------------------------------------------------------------------- | ------------------------------------------------------------------- | ------------------------------------------------------------------- | ------------------------------------------------------------------- |
| Datum                                                               | Disziplin                                                           | Erster Platz                                                        | Zweiter Platz                                                       | Dritter Platz                                                       |
| 30. Januar 2016 (Sa.)                                               | Sprint                                                              | Philippe Lau                                                        | Nicolas Michel                                                      | Stefan Matter                                                       |
| 31. Januar 2016 (So.)                                               | Parallelsprint                                                      | Abgesagt.                                                           | Abgesagt.                                                           | Abgesagt.                                                           |
| 2. Februar 2016 (Di.)                                               | Classic                                                             | Philippe Lau                                                        | Tobias Müller                                                       | Bastien Dayer                                                       |

| 4. Weltcup in Espot, 6.–7. Februar 2016 | 4. Weltcup in Espot, 6.–7. Februar 2016 | 4. Weltcup in Espot, 6.–7. Februar 2016 | 4. Weltcup in Espot, 6.–7. Februar 2016 | 4. Weltcup in Espot, 6.–7. Februar 2016 |
| --------------------------------------- | --------------------------------------- | --------------------------------------- | --------------------------------------- | --------------------------------------- |
| Datum                                   | Disziplin                               | Erster Platz                            | Zweiter Platz                           | Dritter Platz                           |
| 6. Februar 2016 (Sa.)                   | Classic                                 | Tobias Müller                           | Philippe Lau                            | Bastien Dayer                           |
| 6. Februar 2016 (Sa.)                   | Sprint                                  | Philippe Lau                            | Tobias Müller                           | Bastien Dayer                           |
| 7. Februar 2016 (So.)                   | Parallelsprint                          | Philippe Lau                            | Tobias Müller                           | Trym Nygaard Løken                      |

| 5. Weltcup in Bad Hindelang, 27.–28. Februar 2016 | 5. Weltcup in Bad Hindelang, 27.–28. Februar 2016 | 5. Weltcup in Bad Hindelang, 27.–28. Februar 2016 | 5. Weltcup in Bad Hindelang, 27.–28. Februar 2016 | 5. Weltcup in Bad Hindelang, 27.–28. Februar 2016 |
| ------------------------------------------------- | ------------------------------------------------- | ------------------------------------------------- | ------------------------------------------------- | ------------------------------------------------- |
| Datum                                             | Disziplin                                         | Erster Platz                                      | Zweiter Platz                                     | Dritter Platz                                     |
| 27. Februar 2016 (Sa.)                            | Sprint                                            | Tobias Müller                                     | Philippe Lau                                      | Nicolas Michel                                    |
| 28. Februar 2016 (So.)                            | Parallelsprint                                    | Philippe Lau                                      | Tobias Müller                                     | Trym Løken                                        |

| 6. Weltcup in Golte, 2.–3. März 2016 | 6. Weltcup in Golte, 2.–3. März 2016 | 6. Weltcup in Golte, 2.–3. März 2016 | 6. Weltcup in Golte, 2.–3. März 2016 | 6. Weltcup in Golte, 2.–3. März 2016 |
| ------------------------------------ | ------------------------------------ | ------------------------------------ | ------------------------------------ | ------------------------------------ |
| Datum                                | Disziplin                            | Erster Platz                         | Zweiter Platz                        | Dritter Platz                        |
| 2. März 2016 (Mi.)                   | Sprint                               | Tobias Müller                        | Philippe Lau                         | Nicolas Michel                       |
| 3. März 2016 (Do.)                   | Sprint                               | Abgesagt.                            | Abgesagt.                            | Abgesagt.                            |

| 7. Weltcup in Rjukan, 10.–12. März 2016 | 7. Weltcup in Rjukan, 10.–12. März 2016 | 7. Weltcup in Rjukan, 10.–12. März 2016 | 7. Weltcup in Rjukan, 10.–12. März 2016 | 7. Weltcup in Rjukan, 10.–12. März 2016 |
| --------------------------------------- | --------------------------------------- | --------------------------------------- | --------------------------------------- | --------------------------------------- |
| Datum                                   | Disziplin                               | Erster Platz                            | Zweiter Platz                           | Dritter Platz                           |
| 10. März 2016 (Do.)                     | Sprint                                  | Tobias Müller                           | Trym Nygaard Løken                      | Nicolas Michel                          |
| 11. März 2016 (Fr.)                     | Sprint                                  | Tobias Müller                           | Philippe Lau                            | Jonas Schmid                            |
| 12. März 2016 (Sa.)                     | Parallelsprint                          | Tobias Müller                           | Philippe Lau                            | Nicolas Michel                          |

| 8. Weltcup in Mürren, 16.–18. März 2016 | 8. Weltcup in Mürren, 16.–18. März 2016 | 8. Weltcup in Mürren, 16.–18. März 2016 | 8. Weltcup in Mürren, 16.–18. März 2016 | 8. Weltcup in Mürren, 16.–18. März 2016 |
| --------------------------------------- | --------------------------------------- | --------------------------------------- | --------------------------------------- | --------------------------------------- |
| Datum                                   | Disziplin                               | Erster Platz                            | Zweiter Platz                           | Dritter Platz                           |
| 16. März 2016 (Mi.)                     | Classic                                 | Tobias Müller                           | Philippe Lau                            | Nicolas Michel                          |
| 17. März 2016 (Do.)                     | Sprint                                  | Tobias Müller                           | Philippe Lau                            | Stefan Matter                           |
| 18. März 2016 (Fr.)                     | Parallelsprint                          | Jonas Schmid                            | Philippe Lau                            | Stefan Matter                           |

### Weltcupstände Männer
| Rang | Name                 | Punkte | Siege |
| ---- | -------------------- | ------ | ----- |
| 01   | Philippe Lau         | 1595   | 09    |
| 02   | Tobias Müller        | 1499   | 08    |
| 03   | Nicolas Michel       | 0912   | 0     |
| 04   | Stefan Matter        | 0781   | 0     |
| 05   | Trym Nygaard Løken   | 0763   | 0     |
| 06   | Bastien Dayer        | 0670   | 0     |
| 07   | Jure Aleš            | 0613   | 0     |
| 08   | Aadne Kristenstuen   | 0541   | 0     |
| 09   | Jonas Schmid         | 0441   | 01    |
| 10   | Matti Lopez          | 0424   | 0     |
| 11   | Guillaume Issautier  | 0405   | 0     |
| 12   | Sivert Hole          | 0355   | 0     |
| 13   | Charlie Fradet       | 0321   | 01    |
| 14   | Thomas Rufer         | 0275   | 0     |
| 15   | Clement Bergeretti   | 0220   | 0     |
| 16   | Andreas Solstad Alme | 0187   | 0     |
| 17   | Sašo Aleš            | 0176   | 0     |
| 17   | Henrik Buck Bryn     | 0176   | 0     |
| 19   | Alistair Cruz-Mermy  | 0163   | 0     |
| 20   | Thomas Orlovius      | 0160   | 0     |
| 21   | Nicolas Perret       | 0158   | 0     |
| 22   | Swan Blain           | 0155   | 0     |
| 23   | Antoine Bouvier      | 0153   | 0     |

| Rang | Name                 | Punkte | Siege |
| ---- | -------------------- | ------ | ----- |
| 24   | Julien Nicaty        | 0146   | 0     |
| 25   | Romain Beney         | 0133   | 0     |
| 26   | Leonhard Müller      | 0123   | 0     |
| 27   | Rok Šmejic           | 0121   | 0     |
| 28   | Julian Seubert       | 0106   | 0     |
| 28   | Maximilian Uber      | 0106   | 0     |
| 30   | Theo Sillon          | 0100   | 0     |
| 31   | Elie Nabot           | 0095   | 0     |
| 32   | Louis Hatchwell      | 0093   | 0     |
| 33   | Benedikt Holzmann    | 0075   | 0     |
| 34   | Olle Collberg        | 0071   | 0     |
| 35   | Øyvind Vagstad       | 0069   | 0     |
| 36   | Tanner Visnick       | 0066   | 0     |
| 37   | Amund Møster Haugen  | 0046   | 0     |
| 38   | James French         | 0043   | 0     |
| 38   | Robert Houstoun      | 0043   | 0     |
| 40   | Sion Bingham         | 0042   | 0     |
| 41   | Julien Prévot        | 0041   | 0     |
| 42   | Mikkel Nygaard Løken | 0039   | 0     |
| 43   | Noé Claye            | 0035   | 0     |
| 44   | Erik Kvernberg       | 0033   | 0     |
| 45   | Shigeta Hisada       | 0032   | 0     |
| 46   | Cory Snyder          | 0031   | 0     |

| Rang | Name                     | Punkte | Siege |
| ---- | ------------------------ | ------ | ----- |
| 47   | Robin Kraft              | 0028   | 0     |
| 48   | Kamil Dostál             | 0024   | 0     |
| 49   | Ondřej Hegar             | 0022   | 0     |
| 50   | Kristian Lauvik Gjelstad | 0021   | 0     |
| 50   | Maxime Mosset            | 0021   | 0     |
| 50   | Yanis Pithois            | 0021   | 0     |
| 53   | Sondre Støve             | 0017   | 0     |
| 53   | Toni Trojer              | 0017   | 0     |
| 55   | Tommy Gogolen            | 0016   | 0     |
| 55   | Frederick Thomas         | 0016   | 0     |
| 57   | Julian Giacomelli        | 0015   | 0     |
| 58   | Moritz Hamberger         | 0013   | 0     |
| 59   | Pierre Martinet          | 0012   | 0     |
| 60   | Dario Burgener           | 0009   | 0     |
| 61   | Valentin Roduit          | 0008   | 0     |
| 62   | Jasper Taylor            | 0007   | 0     |
| 63   | Kishū Anada              | 0005   | 0     |
| 63   | Nicolas Belissent        | 0005   | 0     |
| 65   | Colin Dixon              | 0004   | 0     |
| 65   | Cyril Pignolet           | 0004   | 0     |
| 67   | Matěj Kopecký            | 0002   | 0     |
| 68   | Alec Dixon               | 0001   | 0     |

| Rang | Name                | Punkte | Siege |
| ---- | ------------------- | ------ | ----- |
| 01   | Tobias Müller       | 0280   | 02    |
| 02   | Philippe Lau        | 0260   | 01    |
| 03   | Nicolas Michel      | 0132   | 0     |
| 04   | Stefan Matter       | 0125   | 0     |
| 05   | Bastien Dayer       | 0120   | 0     |
| 06   | Trym Nygaard Løken  | 0100   | 0     |
| 07   | Matti Lopez         | 0098   | 0     |
| 08   | Aadne Kristenstuen  | 0090   | 0     |
| 09   | Sivert Hole         | 0080   | 0     |
| 09   | Guillaume Issautier | 080    | 0     |

| Rang | Name               | Punkte | Siege |
| ---- | ------------------ | ------ | ----- |
| 01   | Philippe Lau       | 0870   | 05    |
| 02   | Tobias Müller      | 0824   | 05    |
| 03   | Nicolas Michel     | 0550   | 0     |
| 04   | Stefan Matter      | 0426   | 0     |
| 05   | Bastien Dayer      | 0385   | 0     |
| 06   | Trym Nygaard Løken | 0378   | 0     |
| 07   | Jure Aleš          | 0343   | 0     |
| 08   | Aadne Kristenstuen | 0286   | 0     |
| 09   | Matti Lopez        | 0226   | 0     |
| 10   | Jonas Schmid       | 0210   | 0     |

| Rang | Name               | Punkte | Siege |
| ---- | ------------------ | ------ | ----- |
| 01   | Philippe Lau       | 0465   | 03    |
| 02   | Tobias Müller      | 0395   | 01    |
| 03   | Trym Nygaard Løken | 0285   | 0     |
| 04   | Stefan Matter      | 0230   | 0     |
| 04   | Nicolas Michel     | 0230   | 0     |
| 06   | Jure Aleš          | 0225   | 0     |
| 07   | Jonas Schmid       | 0195   | 01    |
| 08   | Bastien Dayer      | 0165   | 0     |
| 08   | Aadne Kristenstuen | 0165   | 0     |
| 10   | Charlie Fradet     | 0150   | 01    |

| Endstand |                        |        |
| \| Rang \| Name \| Punkte \| \| ---- \| ---------------------- \| ------ \| \| 01. \| Frankreich \| 3735 \| \| 02. \| Schweiz \| 2959 \| \| 03. \| Deutschland \| 2568 \| \| 04. \| Norwegen \| 2247 \| \| 05. \| Slowenien \| 0910 \| \| 06. \| Vereinigtes Königreich \| 0412 \| \| 07. \| Vereinigte Staaten \| 0118 \| \| 08. \| Schweden \| 0071 \| \| 09. \| Tschechien \| 0048 \| \| 10. \| Japan \| 0037 \| \| 11. \| Italien \| 0015 \| |                        |        |
| Rang | Name                   | Punkte |
| 01. | Frankreich             | 3735   |
| 02. | Schweiz                | 2959   |
| 03. | Deutschland            | 2568   |
| 04. | Norwegen               | 2247   |
| 05. | Slowenien              | 0910   |
| 06. | Vereinigtes Königreich | 0412   |
| 07. | Vereinigte Staaten     | 0118   |
| 08. | Schweden               | 0071   |
| 09. | Tschechien             | 0048   |
| 10. | Japan                  | 0037   |
| 11. | Italien                | 0015   |

## Frauen

### Resultate und Kalender
| 1. Weltcup in Hintertux, 27.–29. November 2015 | 1. Weltcup in Hintertux, 27.–29. November 2015 | 1. Weltcup in Hintertux, 27.–29. November 2015 | 1. Weltcup in Hintertux, 27.–29. November 2015 | 1. Weltcup in Hintertux, 27.–29. November 2015 |
| ---------------------------------------------- | ---------------------------------------------- | ---------------------------------------------- | ---------------------------------------------- | ---------------------------------------------- |
| Datum                                          | Disziplin                                      | Erster Platz                                   | Zweiter Platz                                  | Dritter Platz                                  |
| 27. November 2015 (Fr.)                        | Sprint                                         | Amélie Reymond                                 | Mathilde Olsen Ilebrekke                       | Johanna Holzmann                               |
| 28. November 2015 (Sa.)                        | Parallelsprint                                 | Amélie Reymond                                 | Johanna Holzmann                               | Simone Oehrli                                  |
| 29. November 2015 (So.)                        | Sprint                                         | Amélie Reymond                                 | Mathilde Olsen Ilebrekke                       | Simone Oehrli                                  |

| 2. Weltcup in La Plagne, 26.–27. Januar 2016 | 2. Weltcup in La Plagne, 26.–27. Januar 2016 | 2. Weltcup in La Plagne, 26.–27. Januar 2016 | 2. Weltcup in La Plagne, 26.–27. Januar 2016 | 2. Weltcup in La Plagne, 26.–27. Januar 2016 |
| -------------------------------------------- | -------------------------------------------- | -------------------------------------------- | -------------------------------------------- | -------------------------------------------- |
| Datum                                        | Disziplin                                    | Erster Platz                                 | Zweiter Platz                                | Dritter Platz                                |
| 26. Januar 2016 (Di.)                        | Parallelsprint                               | Amélie Reymond                               | Beatrice Zimmermann                          | Mathilde Olsen Ilebrekke                     |
| 27. Januar 2016 (Mi.)                        | Sprint                                       | Amélie Reymond                               | Mathilde Olsen Ilebrekke                     | Johanna Holzmann                             |

| 3. Weltcup in Les Contamines-Montjoie, 30. Januar – 2. Februar 2016 | 3. Weltcup in Les Contamines-Montjoie, 30. Januar – 2. Februar 2016 | 3. Weltcup in Les Contamines-Montjoie, 30. Januar – 2. Februar 2016 | 3. Weltcup in Les Contamines-Montjoie, 30. Januar – 2. Februar 2016 | 3. Weltcup in Les Contamines-Montjoie, 30. Januar – 2. Februar 2016 |
| ------------------------------------------------------------------- | ------------------------------------------------------------------- | ------------------------------------------------------------------- | ------------------------------------------------------------------- | ------------------------------------------------------------------- |
| Datum                                                               | Disziplin                                                           | Erster Platz                                                        | Zweiter Platz                                                       | Dritter Platz                                                       |
| 30. Januar 2016 (Sa.)                                               | Sprint                                                              | Amélie Reymond                                                      | Mathilde Olsen Ilebrekke                                            | Johanna Holzmann                                                    |
| 31. Januar 2016 (So.)                                               | Parallelsprint                                                      | Abgesagt.                                                           | Abgesagt.                                                           | Abgesagt.                                                           |
| 2. Februar 2016 (Di.)                                               | Classic                                                             | Amélie Reymond                                                      | Beatrice Zimmermann                                                 | Johanna Holzmann                                                    |

| 4. Weltcup in Espot, 5.–7. Februar 2016 | 4. Weltcup in Espot, 5.–7. Februar 2016 | 4. Weltcup in Espot, 5.–7. Februar 2016 | 4. Weltcup in Espot, 5.–7. Februar 2016 | 4. Weltcup in Espot, 5.–7. Februar 2016 |
| --------------------------------------- | --------------------------------------- | --------------------------------------- | --------------------------------------- | --------------------------------------- |
| Datum                                   | Disziplin                               | Erster Platz                            | Zweiter Platz                           | Dritter Platz                           |
| 5. Februar 2016 (Fr.)                   | Classic                                 | Amélie Reymond                          | Mathilde Olsen Ilebrekke                | Johanna Holzmann                        |
| 6. Februar 2016 (Sa.)                   | Sprint                                  | Amélie Reymond                          | Mathilde Olsen Ilebrekke                | Beatrice Zimmermann                     |
| 6. Februar 2016 (So.)                   | Parallelsprint                          | Johanna Holzmann                        | Amélie Reymond                          | Mathilde Olsen Ilebrekke                |

| 5. Weltcup in Bad Hindelang, 27.–28. Februar 2016 | 5. Weltcup in Bad Hindelang, 27.–28. Februar 2016 | 5. Weltcup in Bad Hindelang, 27.–28. Februar 2016 | 5. Weltcup in Bad Hindelang, 27.–28. Februar 2016 | 5. Weltcup in Bad Hindelang, 27.–28. Februar 2016 |
| ------------------------------------------------- | ------------------------------------------------- | ------------------------------------------------- | ------------------------------------------------- | ------------------------------------------------- |
| Datum                                             | Disziplin                                         | Erster Platz                                      | Zweiter Platz                                     | Dritter Platz                                     |
| 27. Februar 2016 (Sa.)                            | Sprint                                            | Amélie Reymond                                    | Mathilde Olsen Ilebrekke                          | Guro Helde Kjølseth                               |
| 28. Februar 2016 (So.)                            | Parallelsprint                                    | Amélie Reymond                                    | Johanna Holzmann                                  | Guro Helde Kjølseth                               |

| 6. Weltcup in Golte, 2.–3. März 2016 | 6. Weltcup in Golte, 2.–3. März 2016 | 6. Weltcup in Golte, 2.–3. März 2016 | 6. Weltcup in Golte, 2.–3. März 2016 | 6. Weltcup in Golte, 2.–3. März 2016 |
| ------------------------------------ | ------------------------------------ | ------------------------------------ | ------------------------------------ | ------------------------------------ |
| Datum                                | Disziplin                            | Erster Platz                         | Zweiter Platz                        | Dritter Platz                        |
| 2. März 2016 (Mi.)                   | Sprint                               | Amélie Reymond                       | Mathilde Olsen Ilebrekke             | Beatrice Zimmermann                  |
| 3. März 2016 (Do.)                   | Sprint                               | Abgesagt.                            | Abgesagt.                            | Abgesagt.                            |

| 7. Weltcup in Rjukan, 10.–12. März 2016 | 7. Weltcup in Rjukan, 10.–12. März 2016 | 7. Weltcup in Rjukan, 10.–12. März 2016 | 7. Weltcup in Rjukan, 10.–12. März 2016 | 7. Weltcup in Rjukan, 10.–12. März 2016 |
| --------------------------------------- | --------------------------------------- | --------------------------------------- | --------------------------------------- | --------------------------------------- |
| Datum                                   | Disziplin                               | Erster Platz                            | Zweiter Platz                           | Dritter Platz                           |
| 10. März 2016 (Do.)                     | Sprint                                  | Amélie Reymond                          | Mathilde Olsen Ilebrekke                | Johanna Holzmann                        |
| 11. März 2016 (Fr.)                     | Sprint                                  | Amélie Reymond                          | Mathilde Olsen Ilebrekke                | Beatrice Zimmermann                     |
| 12. März 2016 (Sa.)                     | Parallelsprint                          | Amélie Reymond                          | Mathilde Olsen Ilebrekke                | Johanna Holzmann                        |

| 8. Weltcup in Mürren, 16.–18. März 2016 | 8. Weltcup in Mürren, 16.–18. März 2016 | 8. Weltcup in Mürren, 16.–18. März 2016 | 8. Weltcup in Mürren, 16.–18. März 2016 | 8. Weltcup in Mürren, 16.–18. März 2016 |
| --------------------------------------- | --------------------------------------- | --------------------------------------- | --------------------------------------- | --------------------------------------- |
| Datum                                   | Disziplin                               | Erster Platz                            | Zweiter Platz                           | Dritter Platz                           |
| 16. März 2016 (Mi.)                     | Classic                                 | Amélie Reymond                          | Mathilde Olsen Ilebrekke                | Beatrice Zimmermann                     |
| 17. März 2016 (Do.)                     | Sprint                                  | Amélie Reymond                          | Jasmin Taylor                           | Beatrice Zimmermann                     |
| 18. März 2016 (Fr.)                     | Parallelsprint                          | Beatrice Zimmermann                     | Amélie Reymond                          | Mathilde Olsen Ilebrekke                |

### Weltcupstände Frauen
| Rang | Name                     | Punkte | Siege |
| ---- | ------------------------ | ------ | ----- |
| 01   | Amélie Reymond           | 1860   | 17    |
| 02   | Mathilde Olsen Ilebrekke | 1290   | 0     |
| 03   | Johanna Holzmann         | 1022   | 01    |
| 04   | Beatrice Zimmermann      | 1006   | 01    |
| 05   | Jasmin Taylor            | 0697   | 0     |
| 06   | Simone Oehrli            | 0655   | 0     |
| 07   | Argeline Tan-Bouquet     | 0649   | 0     |
| 08   | Guro Helde Kjølseth      | 0623   | 0     |
| 09   | Maelle Froissart         | 0583   | 0     |
| 10   | Thea Smedheim Lunde      | 0470   | 0     |

| Rang | Name               | Punkte | Siege |
| ---- | ------------------ | ------ | ----- |
| 11   | Kathrin Reischmann | 0426   | 0     |
| 12   | Nina Steinhauer    | 0308   | 0     |
| 13   | Theresa Fichtl     | 0284   | 0     |
| 14   | Kim Aegerter       | 0269   | 0     |
| 15   | Camille Martinet   | 0211   | 0     |
| 16   | Chloé Blyth        | 0207   | 0     |
| 17   | Špela Mičunović    | 0199   | 0     |
| 18   | Kaline Osaki       | 0116   | 0     |
| 19   | Océane Verbeck     | 0102   | 0     |

| Rang | Name                | Punkte | Siege |
| ---- | ------------------- | ------ | ----- |
| 20   | Anežka Přibylová    | 0094   | 0     |
| 21   | Lyta Foulk          | 0088   | 0     |
| 22   | Goril Strom Eriksen | 0050   | 0     |
| 23   | Myriam Huguet       | 0041   | 0     |
| 24   | Sara Fiskaa Haugen  | 0033   | 0     |
| 25   | Mari Felde Liljedal | 0028   | 0     |
| 26   | Julie Anette Dahle  | 0026   | 0     |
| 27   | Katarina Malenšek   | 0020   | 0     |
| 28   | Pavla Zavoralová    | 0015   | 0     |

| Rang | Name                     | Punkte | Siege |
| ---- | ------------------------ | ------ | ----- |
| 01   | Amélie Reymond           | 0300   | 03    |
| 02   | Mathilde Olsen Ilebrekke | 0210   | 0     |
| 03   | Beatrice Zimmermann      | 0185   | 0     |
| 04   | Johanna Holzmann         | 0170   | 0     |
| 05   | Jasmin Taylor            | 0131   | 0     |
| 06   | Argeline Tan-Bouquet     | 0108   | 0     |
| 07   | Maelle Froissart         | 0098   | 0     |
| 08   | Guro Helde Kjølseth      | 0081   | 0     |
| 09   | Kathrin Reischmann       | 0078   | 0     |
| 10   | Thea Smedheim Lunde      | 0077   | 0     |

| Rang | Name                     | Punkte | Siege |
| ---- | ------------------------ | ------ | ----- |
| 01   | Amélie Reymond           | 1000   | 10    |
| 02   | Mathilde Olsen Ilebrekke | 0765   | 0     |
| 03   | Beatrice Zimmermann      | 0471   | 0     |
| 04   | Johanna Holzmann         | 0452   | 0     |
| 05   | Simone Oehrli            | 0396   | 0     |
| 06   | Maelle Froissart         | 0385   | 0     |
| 07   | Jasmin Taylor            | 0366   | 0     |
| 08   | Guro Helde Kjølseth      | 0312   | 0     |
| 09   | Argeline Tan-Bouquet     | 0311   | 0     |
| 10   | Thea Smedheim Lunde      | 0268   | 0     |

| Rang | Name                     | Punkte | Siege |
| ---- | ------------------------ | ------ | ----- |
| 01   | Amélie Reymond           | 0560   | 04    |
| 02   | Johanna Holzmann         | 0400   | 01    |
| 03   | Beatrice Zimmermann      | 0350   | 01    |
| 04   | Mathilde Olsen Ilebrekke | 0315   | 0     |
| 05   | Guro Helde Kjølseth      | 0230   | 0     |
| 05   | Argeline Tan-Bouquet     | 0230   | 0     |
| 07   | Jasmin Taylor            | 0200   | 0     |
| 08   | Simone Oehrli            | 0185   | 0     |
| 09   | Theresa Fichtl           | 0125   | 0     |
| 09   | Thea Smedheim Lunde      | 0125   | 0     |

| Endstand |                        |        |
| \| Rang \| Name \| Punkte \| \| ---- \| ---------------------- \| ------ \| \| 01. \| Schweiz \| 3831 \| \| 02. \| Norwegen \| 2520 \| \| 03. \| Deutschland \| 2040 \| \| 04. \| Frankreich \| 1868 \| \| 05. \| Vereinigtes Königreich \| 0697 \| \| 06. \| Slowenien \| 0219 \| \| 07. \| Tschechien \| 0109 \| \| 08. \| Vereinigte Staaten \| 0088 \| |                        |        |
| Rang | Name                   | Punkte |
| 01. | Schweiz                | 3831   |
| 02. | Norwegen               | 2520   |
| 03. | Deutschland            | 2040   |
| 04. | Frankreich             | 1868   |
| 05. | Vereinigtes Königreich | 0697   |
| 06. | Slowenien              | 0219   |
| 07. | Tschechien             | 0109   |
| 08. | Vereinigte Staaten     | 0088   |

## Mixed
| 7. Weltcup in Rjukan, 10.–12. März 2016 | 7. Weltcup in Rjukan, 10.–12. März 2016 | 7. Weltcup in Rjukan, 10.–12. März 2016 | 7. Weltcup in Rjukan, 10.–12. März 2016 | 7. Weltcup in Rjukan, 10.–12. März 2016 |
| --------------------------------------- | --------------------------------------- | --------------------------------------- | --------------------------------------- | --------------------------------------- |
| Datum                                   | Disziplin                               | Erster Platz                            | Zweiter Platz                           | Dritter Platz                           |
| 11. März 2016 (Fr.)                     | Mixed-Team-Parallelsprint               | Schweiz                                 | Deutschland                             | Norwegen                                |

| Endstand |                        |        |
| \| Rang \| Name \| Punkte \| \| ---- \| ---------------------- \| ------ \| \| 01. \| Schweiz \| 6790 \| \| 02. \| Frankreich \| 5603 \| \| 03. \| Norwegen \| 4767 \| \| 04. \| Deutschland \| 4608 \| \| 05. \| Slowenien \| 1129 \| \| 06. \| Vereinigtes Königreich \| 1109 \| \| 07. \| Vereinigte Staaten \| 0206 \| \| 08. \| Tschechien \| 0157 \| \| 09. \| Schweden \| 0071 \| \| 10. \| Japan \| 0037 \| \| 11. \| Italien \| 0015 \| |                        |        |
| Rang | Name                   | Punkte |
| 01. | Schweiz                | 6790   |
| 02. | Frankreich             | 5603   |
| 03. | Norwegen               | 4767   |
| 04. | Deutschland            | 4608   |
| 05. | Slowenien              | 1129   |
| 06. | Vereinigtes Königreich | 1109   |
| 07. | Vereinigte Staaten     | 0206   |
| 08. | Tschechien             | 0157   |
| 09. | Schweden               | 0071   |
| 10. | Japan                  | 0037   |
| 11. | Italien                | 0015   |